# Deceneu
Deceneu (en llatí Decæneus) va ser un gran sacerdot, mag, teòleg i jurista dels dacis que va viure al segle i aC. Va ser considerat l'heroi civilitzador dels getes. Segons Estrabó, Burebista, el cap de la tribu tràcia dels getes i artífex de la unitat política dels dacis es va valdre d'ell per a aconseguir els seus propòsits.
Deceneu, segons Estrabó, havia viscut a Egipte, on hauria après a llegir els signes premonitoris amb els quals podia saber la voluntat dels déus. El presenta com un mag, un gran sacerdot dels dacis, i diu que era un profeta i estava associat al tron. El compara amb Zalmoxis, un esclau geta de Pitàgores que quan va tornar de Grècia a la vora del seu poble va ser conseller del rei i elevat a la categoria de déu. Sota el regnat de Burebista, Deceneu hauria tingut aquesta categoria.
L'historiador Jordanes parla també de Deceneu i el situa entre els gots. És possible que Jordanes, que té com a fonts Cassiodor i Dió Crisòstom, vulgui exaltar els getes com a "avantpassats" dels gots. Aquest historiador diu que Deceneu va ser rebut pel rei got Sitalcus i va tenir una gran autoritat sobre aquest poble. Els hauria donat una formació "filosòfica", potser uns coneixements d'astronomia i astrologia, les fases de la lluna i el sol i l'estudi de les plantes. En l'aspecte religiós, Jordanes diu que Deceneu va crear nombrosos temples i sacerdots entre el poble. També va donar a les tribus godes unes lleis escrites que es coneixen com a "belagines".